# Lakeland terrier
El Lakeland terrier es una raza canina que toma su nombre de su lugar de origen, el Distrito de los Lagos de Inglaterra. Es un miembro de tamaño pequeño a mediano de la familia de los terriers. Aunque posee un carácter independientes, se relaciona muy bien con los propietarios y los miembros de la familia, y también se considera un perro hipoalergénico (pierde poco pelo).

## Historia y orígenes
En la región de los lagos del Reino Unido, el terreno montañoso, rocoso no es apto para la caza del zorro a caballo, así que los zorros eran cazados a pie. Se ha sugerido que la gran resistencia del Lakeland terrier deriva de correr todo el día junto con los sabuesos, a diferencia de su primo cercano, el fox terrier, que habría sido llevado en una bolsa de sillín para ser liberado solamente cuando el zorro entraba dentro de su madriguera.
Como uno de los primeros terrier (derivación latina de tierra), que datan desde la década de 1700, este perro «terra» es un descendiente del antiguo English Black and Tan junto con el Fell Terrier. La función original del Lakeland era meterse bajo tierra en las granjas buscando cazar alimañas. Su tamaño y energía hicieron que fuera popular como cazador en lugares de difícil acceso, por lo que la raza era elegida para competencias y pruebas de Earthdog.
La versión como perro de trabajo del Lakeland es a menudo conocida como Patterdale terrier o Fell terrier. Mientras que la mayoría de las razas de Terrier únicamente acorralan a su presa, o marcan su posición aullando, el Lakeland debe ser capaz de matar a los zorros en su guarida.
El Lakeland actual es producto del cruce de distintas razas de terriers entre los que se encuentran el Bedlington, del que podría haber heredado su ágil constitución, el Border, del cual ha conservado rasgos en el pelaje, el Fox por su distintiva cola y probablemente por su aspecto el Airedale.
El Kennel Club del Reino Unido afirma haber reconocido a la raza en 1921, mientras que el Club del Lakeland Terrier indica que fue alrededor de 1928. Sin embargo, la Asociación del Lakeland Terrier (hoy desaparecida) fue fundada en 1921, y en 1925 la raza alcanzó homogeneidad tras un cruce con Fox terrier y Airedale terrier. El Club del Lakeland Terrier fue fundado en el año 1932 y promovió la raza a nivel nacional a través de eventos auspiciados por el Kennel Club británico.

## Descripción

### Apariencia
Dentro de los terriers se sitúa en una escala media, ni muy grande ni demasiado pequeño. Con cráneo plano y bien delineado, orejas pequeñas y caídas, con una trufa de color negro excepto en los ejemplares de color hígado, seguido por un cuello largo y de formas elegantes, un poco arqueado; espalda corta, pecho amplio, extremidades fuertes y bien musculadas. La cola en los países que todavía se permite es cortada, mientras que en varios países europeos, como Suecia, esa práctica está prohibida.
Su altura oscila entre los 35 y los 37 cm y su peso entre los 6,5 y los 7,5 kg. En cuanto al manto puede ser negro y fuego, azul y fuego, rojo, trigo, gris rojizo, hígado, azul negro; admitiéndose manchas blancas en el pecho y las patas.

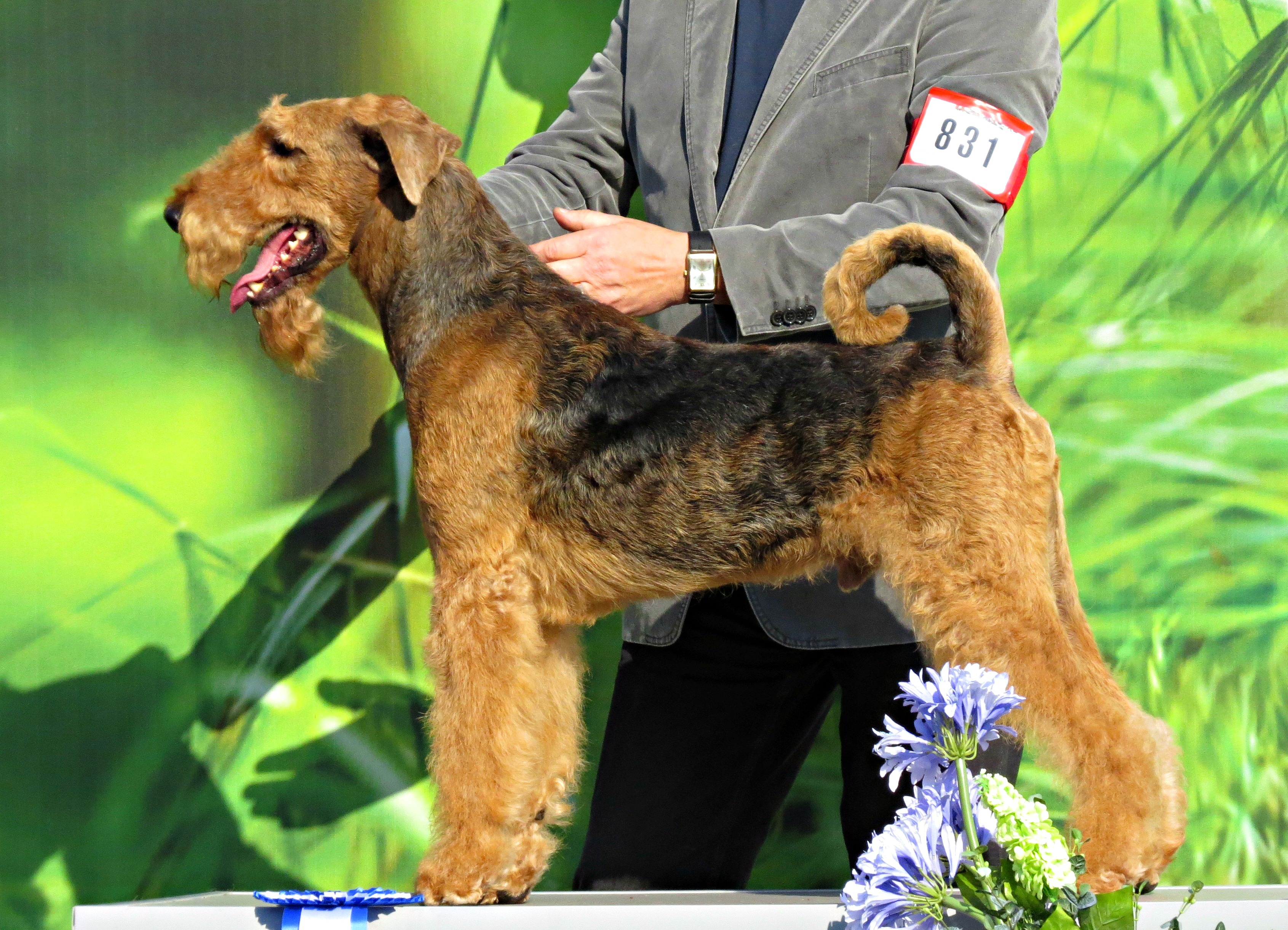
Un ejemplar de color negro y fuego durante una exposición canina.

### Temperamento
Suele ser amistoso con los suyos, también con los niños si ellos corresponden, muy confiado en sí mismo, de aspecto alegre y expresión vivaz, valiente por naturaleza y guardián de su casa.

### Cuidados
Es un perro que se adapta bien a la vida en un apartamento o una casa. Es un animal que necesita una pequeña dosis de ejercicio diario y que además, como la mayoría de los terriers, es apto para el trabajo.

## Salud
El promedio de vida de la raza en Reino Unido es de más de 10 años. De acuerdo a la encuesta de salud realizada por el Midland Lakeland Terrier Club en 2005, «la raza es robusta y sana, sin problemas de salud serios». Sin embargo, presenta cierta predisposición de padecer determinadas condiciones oftalmológicas, como son: cataratas, luxación del cristalino (desplazamiento del lente), microftalmia (ojos anormalmente pequeños), y membrana pupilar persistente. Así como: síndrome de Legg-Calvé-Perthes (enfermedad de la articulación de la cadera que implica la degeneración de la cabeza del fémur, causando dolor y cojera severa), defecto septal ventricular (alteración en la pared entre las dos cavidades del corazón).